# Hussain Hakem
Hussain Ali Al Shammari Hakem (in arabo   حسين حاكم‎?; Al Kuwait, 26 giugno 1984) è un calciatore kuwaitiano, difensore dell'Al-Kuwait e della Nazionale kuwaitiana.

## Palmarès

### Club

#### Competizioni nazionali
- Campionato kuwaitiano: 4

Al-Kuwait: 2005-2006, 2006-2007, 2007-2008, 2012-2013
- Kuwait Emir Cup: 1

Al-Kuwait: 2009
- Kuwait Crown Prince Cup: 3

Al-Kuwait: 2008, 2010, 2011
- Kuwait Federation Cup: 2

Al-Kuwait: 2009, 2010
- Kuwait Super Cup: 1

Al-Kuwait: 2010

#### Competizioni internazionali
- Coppa dell'AFC: 3

Al-Kuwait: 2009, 2012, 2013